# Катастрофа MD-500 под Минском
Авиакатастрофа MD-500 под Минском — событие на аэродроме Боровая под Минском 8 августа 2010 года. Во время спортивных соревнований разбился вертолёт MD-500. Пилот вертолёта 74-летний Гюнтер Циммер погиб.

## События
С 6 по 8 августа на аэродроме Боровая под Минском в Центральном аэроклубе ДОСААФ имени Грицевца проходил открытый Кубок СНГ по вертолётному спорту. В чемпионате участвовали 16 экипажей из Беларуси, России, Германии и Великобритании.
8 августа в 15.39 вертолёт MD-500 производства США во время показательных выступлений в процессе выполнения фигуры пилотажа «мёртвая петля» врезался в землю и загорелся. Пилот вертолёта 74-летний гражданин Германии Гюнтер Циммер (нем. Günter Zimmer) погиб. Начавшийся пожар потушен прибывшими пожарными.
Во время аварии на аэродроме присутствовала жена Гюнтера Циммера Ирина Горелышева, уроженка Витебска, также занимавшаяся вертолётным спортом.
Для расследования причин катастрофы вертолета MD-500 в Беларуси создана специальная комиссия. Белорусская военная прокуратура возбудила уголовное дело по ч. 2 ст. 314 Уголовного кодекса «Нарушение правил безопасности движения или эксплуатации воздушного транспорта, повлекшее по неосторожности смерть человека».
11 августа семье Циммера выдано свидетельство о смерти, с которым ознакомлены представители белорусской прокуратуры и посольства Германии в Минске. Прокуратура отказалась давать комментарии до окончания расследования. 14 августа тело Циммера кремировано на Северном кладбище в Минске.
Коллеги погибшего высказали пожелание в дальнейшем открытый Кубок СНГ по вертолётному спорту проводить в память о Гюнтере Циммере.
На чемпионате экипаж в составе Тамары Стельмах и жены Циммера Ирины Горелышевой стал первым в дисциплине «Вертолетный слалом» и третьим — в «Развозке грузов». После катастрофы Ирина Горелышева вернулась в Германию и прекратила участие в состязаниях по вертолётному спорту.

## Пилот
Гюнтер Циммер (Динслакен, Северный Рейн-Вестфалия) был членом национальной команды Германии по вертолётному спорту и один из немногих в мире пилотов, которые выполняли мёртвую петлю на вертолёте. За 20 лет он принял участие в 12 национальных чемпионатах и 6 мировых. В 1997 и 1998 годах вместе с пилотом Лотаром Элером стал чемпионом, а затем вице-чемпионом Германии. До катастрофы у него было 4500 часов налёта.
Циммер был владельцем фирмы, которая предлагала услуги по сопровождению дайвинга и спасательные и ремонтные работы на кораблях — на воде и под водой. Вертолет Циммер приобрел не только для спортивных занятий, но и для работы. Он участвовал за свой счёт в соревнованиях во многих странах. В октябре 2010 года планировалась поездка в Ирландию для получения Rotorcraft Gold Medal — награды Международной авиационной федерации за особые достижения в вертолётном спорте.
У Циммера осталась жена Ирина и сын Александр.

## Мнения
По словам тренера сборной команды России, летчика-инструктора 1 класса, заслуженного тренера РФ, чемпиона мира по высшему пилотажу Гарри Георкова, произошла ошибка в технике пилотирования, в результате которой лётчику не хватило высоты для выхода из петли. Глава Германского клуба вертолетного спорта Конрад Гайслер после просмотра видеоматериала о катастрофе не смог указать причины падения вертолёта.